# Tamara Zamotajlova
Tamara Alekseevna Ljuchina, coniugata Zamotajlova (in russo Тамара Алексеевна Люхина-Замотайлова?; tr. en.: Tamara Alekseyevna Lyukhina-Zamotaylova; Voronež, 11 maggio 1939), è un'ex ginnasta sovietica, vincitrice di quattro medaglie olimpiche.

## Carriera
Ha partecipato a due edizioni di Giochi olimpici consecutive (Roma 1960 e Tokyo 1964) trionfando in entrambi i casi con la squadra nazionale sovietica nel concorso a squadre. Terminata l'attività agonistica, è prima divenuta allenatrice e poi giudice a partire dal 1975. Per i suoi successi sportivi è stata insignita dell'Ordine del distintivo d'onore nel 1960 e dell'Ordine dell'Amicizia nel 1996.

## Palmarès
| Anno | Manifestazione  | Sede  | Evento               | Risultato | Prestazione | Note |
| ---- | --------------- | ----- | -------------------- | --------- | ----------- | ---- |
| 1960 | Giochi olimpici | Roma  | Concorso a squadre   | Oro       | 382.320     |      |
| 1960 | Giochi olimpici | Roma  | Corpo libero         | Bronzo    | 19.449      |      |
| 1960 | Giochi olimpici | Roma  | Parallele            | Bronzo    | 19.399      |      |
| 1960 | Giochi olimpici | Roma  | Concorso individuale | 89º       | 9.533       |      |
| 1964 | Giochi olimpici | Tokyo | Concorso a squadre   | Oro       | 380.890     |      |
| 1964 | Giochi olimpici | Tokyo | Parallele            | 6º        | 17.833      |      |
| 1964 | Giochi olimpici | Tokyo | Trave                | 17º       | 18.733      |      |
| 1964 | Giochi olimpici | Tokyo | Corpo libero         | 18º       | 18.833      |      |
| 1964 | Giochi olimpici | Tokyo | Volteggio            | 26º       | 18.766      |      |

## Campionati nazionali
1961
- Oro ai Campionati sovietici, concorso individuale
- Oro ai Campionati sovietici, corpo libero
- Bronzo ai Campionati sovietici, volteggio